# IX Concurs de castells de Tarragona
El IX Concurs de castells de Tarragona tingué lloc a la plaça de braus de Tarragona, actual Tarraco Arena Plaça, el 3 d'octubre de 1982. Fou el vint-i-quatrè concurs de castells de la història.
La Colla Vella havia guanyat per última vegada el 1973, i desitjava coronar en aquest moment excepcional de forma amb una victòria a Tarragona. La Vella partia com a favorita, perquè era l'única que tenia l'opció de fer un castell de nou amb més del 2 de 8 folrat.
Aquest concurs no va ser una excepció, per l'època, quant a les picabaralles amb el jurat; en aquest cas la Colla Joves Xiquets de Valls va quedar desqualificada per no estar conformes amb la decisió del jurat de no donar validesa a un castell amb pilar al mig, que segons les bases sí tenia validesa. També els Nens del Vendrell en solidaritat van aturar la seva actuació. Com a curiositat cal dir que la Joves al·legaven que no s'havien retirat sinó que no volien fer l'última ronda, ja que d'aquesta manera cobrarien el premi que els pertocava, finalment i després de molt enrenou amb el premi, van cobrar una part de l'actuació l'any següent.

## Resultats

### Classificació
| Resultat              |
| --------------------- |
| Descarregat (D)       |
| Carregat (C)          |
| Intent (I)            |
| Intent desmuntat (ID) |

En el IX Concurs de castells de Tarragona hi van participar 17 colles.
Llegenda
a: amb agulla o pilar al mig
ps: aixecat per sota
f: amb folre
| Pos. | Colla                             | 1a ronda  | 2a ronda    | 3a ronda  | 4a ronda  | 5a ronda  | 6a ronda | Punts |
| ---- | --------------------------------- | --------- | ----------- | --------- | --------- | --------- | -------- | ----- |
| 1    | Colla Vella dels Xiquets de Valls | 2de8f     | 5de8(i)     | 4de8      | 3de8      | 4de9f(c)  | —        | 4.910 |
| 2    | Castellers de Vilafranca          | 3de7ps    | 4de8(c)     | 2de8f(c)  | Pde6(i)   | Pde5      | —        | 3.235 |
| 3    | Xiquets de Tarragona              | 3de7ps    | 2de7        | 4de8      | Pde6(i)   | Pde5      | —        | 3.000 |
| 4    | Castellers de Barcelona           | 2de7      | 4de8(c)     | 3de7ps    | 3de8(id)  | 3de8(i)   | Pde5     | 2.930 |
| 5    | Nois de la Torre                  | 4de7a     | 2de7(i)     | 2de7(c)   | 3de7ps(i) | 3de7ps    | Pde6(i)  | 2.618 |
| 6    | Colla Jove Xiquets de Tarragona   | 4de7a     | 5de7        | 3de7ps(i) | 3de7ps    | 2de7(i)   | Pde5ps   | 2.390 |
| 7    | Castellers de Sitges              | 5de7(c)   | 4de7a(id)   | 4de7a(c)  | 2de7(i)   | 3de7      | Pde5     | 1.750 |
| 8    | Nens del Vendrell                 | 4de8(id)  | 4de8(i)     | 2de7(c)   | 4de7a     | —         | —        | 1.740 |
| 9    | Bordegassos de Vilanova           | 4de7a     | 2 3de7ps(i) | 5de7(id)  | 3de7      | Pde6(i)   | 4de7     | 1.680 |
| 10   | Castellers de Terrassa            | 3de7      | 5de7(c)     | 4de7a(id) | 4de7a(i)  | 4de7      | Pde5     | 1.560 |
| 11   | Colla de Mar de Vilanova          | 3de7      | 4de7a(id)   | 4de7a(c)  | 2 5de7(i) | 4de7      | Pde5ps   | 1.495 |
| 12   | Castellers d'Altafulla            | 3de7      | 4de7        | 2de6      | 2de7(i)   | Pde5      | —        | 1.100 |
| 12   | Minyons de l'Arboç                | 4de7      | 2 4de7a(i)  | 3de7      | 2de6      | Pde5      | —        | 1.100 |
| 14   | Xicots de Vilafranca              | 2de6      | 3de7        | Pde5      | 4de7(c)   | Pde4ps    | —        | 1.073 |
| 15   | Castellers de Ribes               | 2de6      | 4de7        | 3de7(i)   | Pde5(i)   | Pde5(c)   | —        | 775   |
| 15   | Xiquets de Reus                   | 4de7(c)   | 2de6        | 3de6ps    | 2 3de7(i) | Pde5ps(c) | —        | 775   |
| 17   | Colla Jove de Vilanova            | 2de6      | Pde5        | 3de7(i)   | 3de6ps    | Pde4      | —        | 590   |
| 18   | Brivalls de Cornudella            | 2de6      | 5de6        | 3de7(id)  | 3de7(i)   | 4de6a     | —        | 475   |
| 19   | Castellers de Granollers          | 2 Pde5(i) | 3 3de6(i)   | Pde4      | —         | —         | —        | 0     |
| 20   | Colla Joves Xiquets de Valls      | 2 5de8(i) | 4de8        | 4de8a(i)  | —         | —         | —        | Desq. |

### Estadística
La següent taula mostra l'estadística dels castells que es van provar al concurs de castells.
| Castell                     | Descarregat | Carregat | Intent | Intent desmuntat | Total |
| --------------------------- | ----------- | -------- | ------ | ---------------- | ----- |
| 4 de 9 amb folre            | —           | 1        | —      | —                | 1     |
| 4 de 8 amb l'agulla         | —           | —        | 1      | —                | 1     |
| 5 de 8                      | —           | —        | 3      | —                | 3     |
| 2 de 8 amb folre            | 1           | 1        | —      | —                | 2     |
| 3 de 8                      | 1           | —        | 1      | —                | 2     |
| Pilar de 6                  | —           | —        | 4      | —                | 4     |
| 4 de 8                      | 3           | 2        | 1      | 1                | 7     |
| 2 de 7                      | 2           | 2        | 4      | —                | 8     |
| 3 de 7 aixecat per sota     | 5           | —        | 4      | —                | 9     |
| 5 de 7                      | 1           | 2        | 2      | 1                | 6     |
| 4 de 7 amb l'agulla         | 4           | 2        | 3      | 3                | 12    |
| 3 de 7                      | 7           | —        | 5      | 1                | 13    |
| 4 de 7                      | 6           | 2        | —      | —                | 8     |
| Pilar de 5 aixecat per sota | 2           | 1        | —      | —                | 3     |
| Pilar de 5                  | 9           | 1        | 3      | —                | 13    |
| 2 de 6                      | 7           | —        | —      | —                | 7     |
| 3 de 6 aixecat per sota     | 2           | —        | —      | —                | 2     |
| 5 de 6                      | 1           | —        | —      | —                | 1     |
| 4 de 6 amb l'agulla         | 1           | —        | —      | —                | 1     |
| 3 de 6                      | —           | —        | 3      | —                | 3     |
| Pilar de 4 aixecat per sota | 1           | —        | —      | —                | 1     |
| 3 de 6                      | 2           | —        | —      | —                | 2     |
| Total                       | 55          | 14       | 34     | 7                | 110   |
| Percentatge                 | 50,0%       | 12,7%    | 30,9%  | 6,4%             | 100%  |